# Danílovo (Perm)
|  | Per a altres significats, vegeu «Danílovo». |

Danílovo (en rus: Данилово) és un poble del krai de Perm, a Rússia, que forma part del raion de Gaini. El 2010 tenia 222 habitants.